# ミコフェノール酸
ミコフェノール酸（ミコフェノールさん、Mycophenolic acid、MPA ）は、臓器移植後の拒絶反応の予防またはクローン病や狼瘡などの自己免疫疾患の治療に用いられる免疫抑制薬である。具体的には、腎臓、心臓、肝臓の移植後に使用される。投与法は経口または静脈への注射である。製剤されたものにはミコフェノール酸ナトリウムとミコフェノール酸モフェチルがある。日本ではモフェチルエステルのみが承認されている。
一般的な副作用には、吐き気、感染症、下痢、などがあげられる。その他の重度の副作用には、癌リスクの増加、進行性多巣性白質脳症、貧血、胃腸出血、などがあげられる。妊娠中の人への使用は胎児に害を及ぼす可能性がある。作用機序はリンパ球がグアノシンを生成するのに必要とするイノシン一リン酸デヒドロゲナーゼ（IMPDH）を阻害することによって機能する。
ミコフェノール酸は、1893年にイタリア人のバルトロメオ・ゴシオによって最初に発見された。1945年と1968年に再発見された。1990年代に免疫抑制作用が発見された後、1995年に米国で医薬品として承認された。後発医薬品として入手できる。